# 居延漢簡
居延漢簡（きょえんかんかん）は、中国の内モンゴル自治区エジン旗の居延烽燧遺跡（甘粛省酒泉市の東北部）から発見された前漢・後漢代の木簡。歴史資料として貴重なだけでなく、書蹟としても珍重されている。

## 発見の経緯
19世紀末から中国大陸では、敦煌やチベットを中心とする西域の探検と遺蹟の発掘・調査が多くの探検家によって行われていた。
そのような探検家の1人であったスウェーデンのスヴェン・ヘディンは、1899年頃からたびたび探検隊を組んで調査を行い、木簡などを大量に発見した実績があった。その年代は前漢代から魏晋南北朝時代までにわたったが、その数はせいぜい数百本程度であった（敦煌漢簡）。
その中で、1930年からヘディンを団長とするスウェーデン・中国合同の「西北科学考査団」が西域入りすることになった。同団はゴビ砂漠を横断中、望楼の跡を発掘していたのであるが、この際に漢代の木簡が発見された。ここから芋づる式に木簡の発見が相次ぎ、翌1931年にかけて調査した結果、漢代のものだけ約1万枚という未曾有の量の木簡が出土するに至ったのである。発見者は考古学者のフォルケ・ベリイマンである。これらの総称が「居延漢簡」である。
現在は台湾の中央研究院歴史語言研究所が所蔵しており、写真をオンラインで見ることができる。

## 年代と内容
居延漢簡の年代は全て漢代で、前漢の武帝が居延県を置いてから後漢中頃までに及ぶ。具体的に使われている紀年で最古のものは太初3年（紀元前102年）、最新のものは永元10年（98年）である。
通常の中国の簡牘と異なって竹製のものは少なく、大部分は木製である。
その内容の多くは公文書で、特にこの地を警護していた張掖郡居延都尉や肩水都尉の駐屯の記録が大半であるが、一部当時の法律や医学書、暦などが含まれている。

## 歴史的評価
居延漢簡は、漢代における西域統治の実態を明らかにする第一級の史料として高く評価された。
その大きな要因は、駐屯の記録が内容のほとんどを占めているということにある。この地域は辺境の地であり、常に周囲の異民族からの脅威にさらされていた。そのため軍事的に重要な土地であり、その記録が残されていることは、すべて当時の西域経営を直接的に物語ることになるのである。
その全釈文と考証は、労榦（ろうかん）によって1943年に『居延漢簡考釈』としてまとめられた。戦後にも1957年に中国科学院考古研究所から『居延漢簡甲編』が、1980年に中国社会科学院考古研究所から『居延漢簡甲乙編』が出版されている。
また並行して発掘調査も続いており、1972年から居延考古隊がエチナ河流域の再調査を行い、1973年以降、さらに2万枚以上の木簡が発見されている（居延新簡）。

## 書的評価

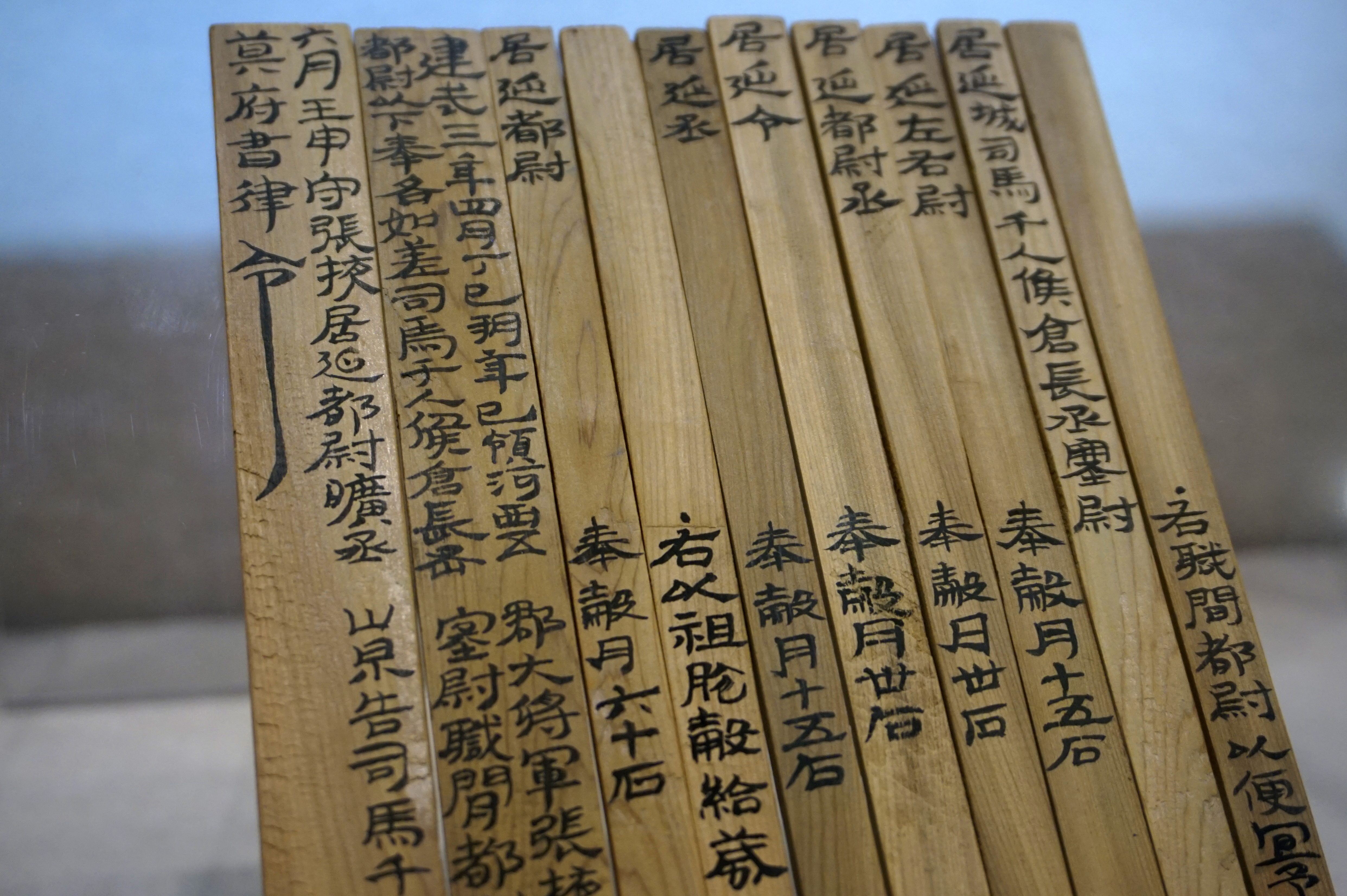
居延都尉吏俸例簡（中国財税博物館（杭州）所蔵）。

居延漢簡は書道の世界にも大きな発見をもたらした。居延漢簡の書かれた時代は篆書から隷書へと書体が変化する時期に当たっているが、ちょうどその変化＝隷変のあった前漢代にはほとんど碑などの金石文が残されておらず、ごくわずかな書蹟から推測するだけの状態であった。
しかし居延漢簡には純粋な篆書からはじまって、隷書になりかけた初期の隷書である「古隷」、完全な波磔（はたく、隷書独特の大きなはらい）を持つ隷書＝八分隷までこの時代考え得る移行期の書体が全て使用されており、隷変の過程が明らかになった。
それまで隷変は篆書→古隷→八分隷と直線的に起こったと考えられていたが、居延漢簡でほぼ同時代に古隷と八分隷が混在していることから、元々八分隷は隷書の書風の一つであって、それが古隷の書法に代わり後に標準となったと結論づけられたのである。
このような書道史上の価値もさることながら、一般民衆の手になる素朴な書風が書蹟として愛好されるようになり、現在では書作品として臨書されたり書風を模倣されたりすることも多い。木簡書として一つのジャンルを形成しつつある。